# 3e régiment du matériel
Le 3e régiment du Matériel (3e RMAT), seul régiment à vocation parachutiste de l'arme du matériel de l’Armée de terre française est l'une des unités de la brigade de maintenance.
La portion centrale est stationnée depuis sa recréation le 1er juillet 1999 au quartier Commandant-Montalègre à Muret.
Depuis le 1er août 2012, à la suite du rapatriement des différentes sections détachées (Tarbes, Brive et Pau) et à la création du Service interarmées des munitions, le régiment ne compte plus que deux détachements au sein du quartier Commandant-Corvée à Vayres et du quartier Capitaine-Vergnes à Montauban.

## Création
- 1er juillet 1985 : création du 3e régiment du matériel à Beauvais ;
- 31 juillet 1993 : dissolution ;
- 1er juillet 1999 : recréation 3e régiment du matériel à Muret.

## Historique du régiment

### 1793: fondation de l'arsenal de Toulouse
À quelque quatre cents mètres de la place du Capitole, à moindre distance de la basilique de Saint-Sernin, un terrain d’environ dix hectares englobe les installations et les bâtiments de l’arsenal.
En octobre 1792, Louis XVI, enfermé au temple, se trouve être le cousin de Charles IV, roi d’Espagne. Ce dernier intervient pour sa libération et appuie son action par une concentration de troupes à la frontière. Pour y répondre, la Convention prend la décision de former une « armée des Pyrénées » de 100 000 hommes articulées en deux détachements : l’un à Bayonne, l’autre à Perpignan, avec quartier général à Toulouse.
En novembre et décembre, avec de grosses difficultés et dans la pénurie, ils lèvent des bataillons de volontaires, installent un hôpital militaire, un magasin d’habillement et prévoient la création d’un parc d’artillerie de cent soixante canons et leurs approvisionnements.
Le six floréal an second de la République une et indivisible, est installé le Grand Parc des Armées des Pyrénées.
Six cents des meilleurs ouvriers de Toulouse et des environs sont requis. Un comité civilo-militaire fonctionne à la municipalité pour satisfaire les demandes de l’autorité militaire.
En mars 1793, l’Arsenal compte 120 forgerons, 33 serruriers, 14 taillandiers, 80 armuriers.
La réparation des armes blanches et des fusils est suivie d’une fabrication mensuelle de cinq cents baïonnettes.
Le personnel ouvrier est articulé en quatre pelotons (deux d’ouvriers travaillant le fer et deux le bois) composés chacun de cinq escouades à l’effectif théorique de vingt ouvriers.
L’encadrement comprend : par peloton un maître ouvrier chef. Chaque escouade a un chef et un sous-chef  « traçant et travaillant » distribuant les matières, responsables de l’outillage et surveillant le travail.
Le comptable matière y apparaît sous la forme de « contrôleur des entrées et distributions » qui a l’inspection immédiate du bois, du fer et des outils et aura soin d’enregistrer tout ce qui entrera dans le parc de cette nature, ainsi que le charbon de terre qu’on apporte pour les forges. Il tiendra à cet effet un registre particulier de chacun de ces objets.

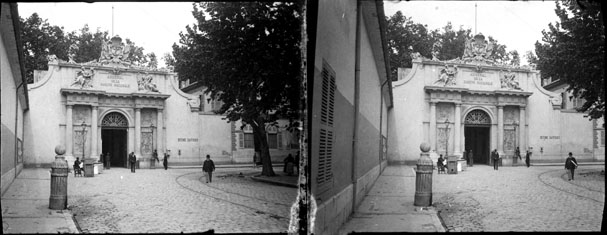
Entrée de l'Arsenal, Toulouse

### 1795: reconnaissance légale
Le 5 septembre 1795, Le traité de Bâle avec l’Espagne étant signé les charges de l’Armée des Pyrénées disparaissent, mais les organisations de l’Artillerie de Toulouse avaient rendu de tels services que l’on décida de les conserver et que le établissements provisoires seraient rendus définitifs et érigés en Direction et Arsenal de construction.
1er Empire : Pendant les guerres de l’Empire, l’activité est assez réduite, la position de Toulouse est située loin des théâtres d’opération et même la guerre d’Espagne est complètement en dehors de son action de soutien éventuel étant complètement séparée par la barrière des Pyrénées.
En 1814, l’Arsenal bien garni, fournit à Soult les canons et les munitions nécessaires pour la défense de la ville contre Wellington.
Restauration: Après les guerres, les établissements se trouvent généralement encombrés de matériels en surnombre. En 1815, l’Arsenal de Toulouse subit le sort habituel et reçoit un afflux de fusils, sabres, lances et mousquetons. Il n’y a pas de salle d’armes suffisante et l’on aménage précipitamment en 1816 la vieille église de Saint-Pierre des Cuisines. Mais l’insuffisance de la disposition des locaux, l’inadaptation de la plupart d’entre eux, sinon la vétusté, fit apparaître la nécessité de reprendre la question dans son ensemble. De grands projets furent alors élaborés jusqu’en 1851.
Le Second Empire : L’activité de l’Établissement est assez réduite : 150 ouvriers d’artillerie et quelques ouvriers civils en très petit nombre suffisent jusqu’en 1870 à assurer la confection des voitures des équipages et à la réparation du matériel.
La période de 1870 à 1914 : Après cette épreuve, la France remet en œuvre son appareil militaire. Au point de vue matériel d’armement, il est décidé que l’Arsenal de Toulouse serait chargé de la confection d’affûts et qu’on y installerait des ateliers de fabrication d’étuis et de chargement de cartouches. La grande majorité des installations sont modernisées.

### 1914: développement des Ateliers de Construction
La guerre de 1914 – 1918 : Si la partie atelier de construction prend une extension considérable pour la fabrication de douilles, le Parc d’Artillerie a une activité réduite par suite de l’éloignement du théâtre d’opération.
L’entre-deux-guerres permet au ministre de prendre des mesures de restauration.

### 1922: création du Parc Régional de Réparation et d’Entretien
En 1922 est installé un atelier d’une nouvelle technique appelée à devenir la plus importante de toutes les activités des parcs : la réparation du matériel automobile au sein du Parc Régional de Réparation et d’Entretien du Matériel (PRREM).

### 1940: participation au réseau «Camouflage du matériel»
La guerre 1939 – 1945 : Les débuts de la campagne se caractérisent, comme d’habitude, par la stagnation de l’activité mais les évènements de 1940 font qu’il se trouve placé dans la zone des Armées en juin. Mais l’Armistice et la ligne de démarcation en font un organe de récupération de matériel de tout le sud-ouest. Les troupes démobilisées abandonnent sur place ce qu’elles avaient pu sauver et l’on crée cinquante centres de récupération.
Mais l’honneur de l’établissement sera d’avoir fourni les nombreux premiers éléments de l’organisation de camouflage du Matériel CDM, dès septembre 1940.

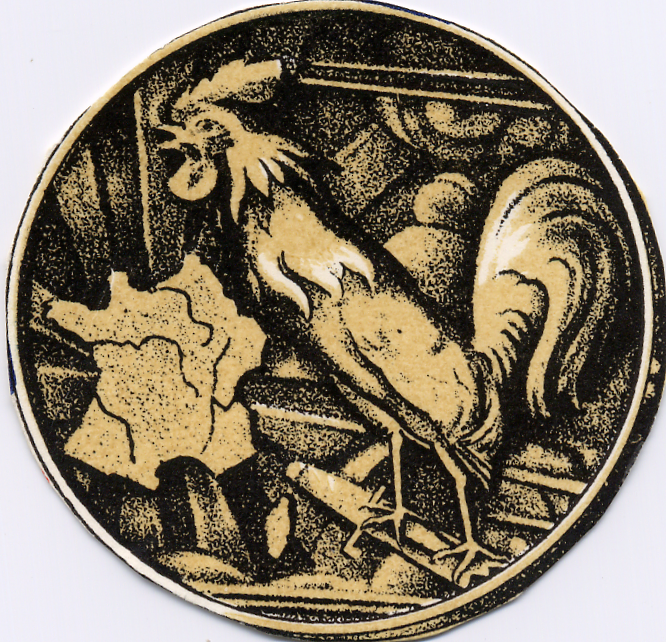
Insigne du Réseau du Camouflage du Matériel

### 1942: occupation du parc
De la fin novembre 1942 à l'été 1944, le Matériel pratiqua vis-à-vis des Allemands la méthode du « trompe-l’œil ». En effet, dès le mois de juillet 1940, le chef d'escadron Émile Mollard mit sur pied le service de Conservation du Matériel (CDM). En réalité, celui-ci va devenir le Service du camouflage de Matériels et même de fabrication clandestine surtout en AFN.
La mission consistait à soustraire aux Allemands des matériels qui devaient leur être livrés.
L’organisation du service de CDM comportait une direction centrale à Marseille, protégée par une couverture commerciale fictive, et quatre sous-services : approvisionnements et automobile, fabrication des blindages, intendance, santé. Le service auto était abrité à la direction même sous le nom de « section autonome des services automobiles ».
Fonctionnaient autant d’agences régionales qu’il y avait de divisions militaires.
La région toulousaine revêtait alors une importance réelle car une garnison conséquente y stationnait, composée d’un régiment d'artillerie, d'un régiment d'infanterie et d'une base aérienne.
Les procédés de camouflage prenaient des formes variées. Il pouvait s'agir de prêts de véhicules à des particuliers ou à l'administration civile, du gonflement des sociétés de transport, de validation de plusieurs véhicules sous la même immatriculation, ou encore de l'utilisation de grottes et de carrières désaffectées pour stocker du matériel.
À la suite des nombreuses arrestations opérées d'août à décembre 1943 (avec l'arrestation du commandant Émile Mollard le 7 septembre 1943 et sa déportation au camp de Buchenwald), le CDM fut intégré à l'organisation de résistance de l'armée (ORA) et livra ses matériels au maquis.
En AFN, le capitaine Penette et ses « sections d'études » prirent en charge le camouflage des matériels à partir de février 1941.
Ainsi sous la houlette du chef d'escadron Mollard furent cachés 55 000 fusils, 2 500 fusils mitrailleurs, 70 chars, 205 000 obus de 75 mm, 26 millions de cartouches de 7,5 mm.
Plusieurs parcs automobiles officieux de plus de 3 000 véhicules au total furent constitués au Maroc, tandis que d'importants stocks de matériels furent regroupés sur le territoire algérien à Bône et à Tébessa.

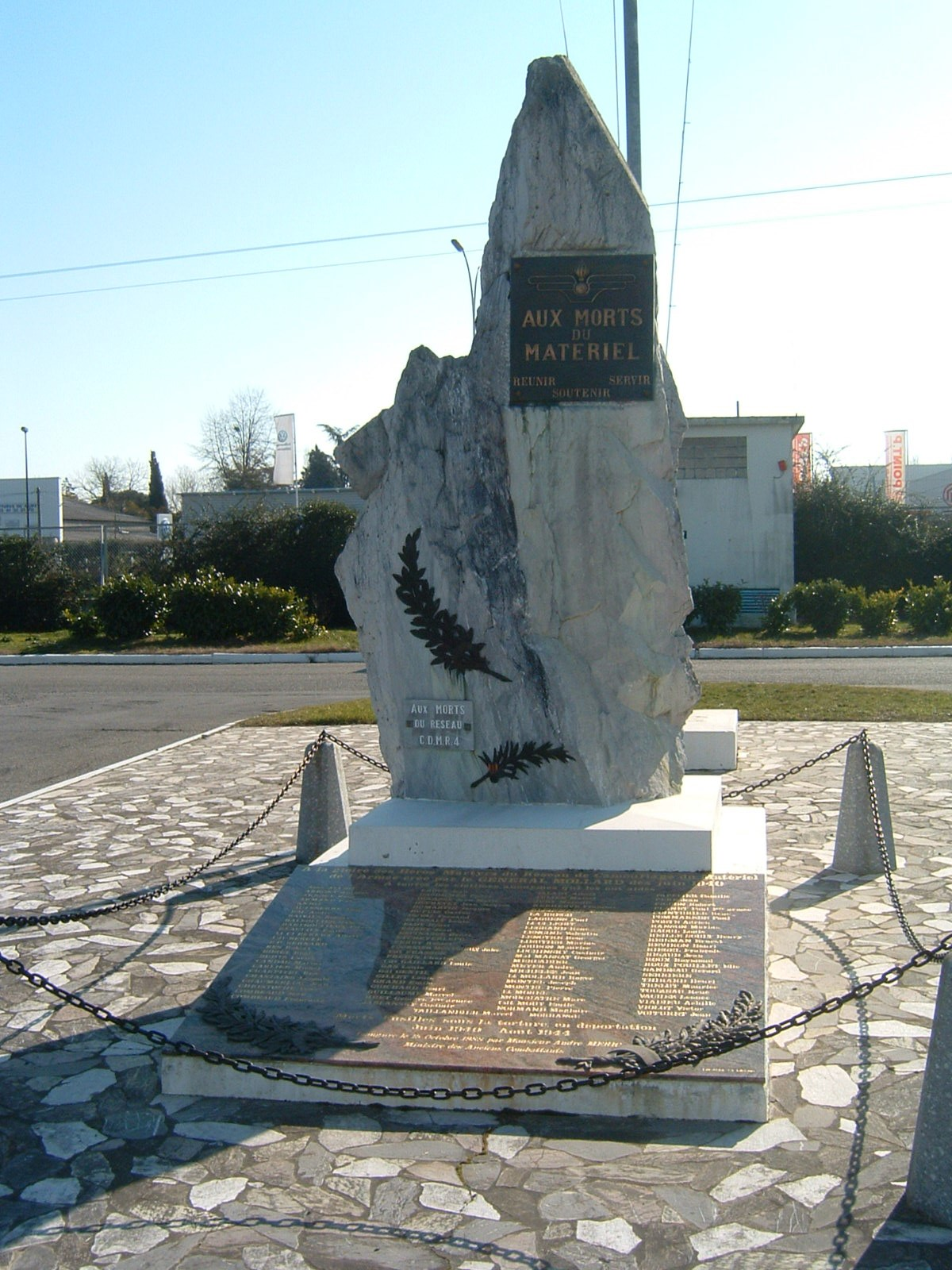
Le monument aux morts du Matériel au quartier Montalègre.

L'Amicale du Matériel construisit un monument aux morts à l'Arsenal, composé d’une plaque de bronze sur soubassement de briques. Le colonel Mugg fit dresser un obélisque brut de 5 m en marbre de Saint-Béat, sur lequel la plaque de l'ancien monument rappelle le sacrifice des anciens du Service. Le mémorial érigé dans l'enceinte du régiment le 15 octobre 1988 rend hommage au réseau camouflage, partie importante de l'histoire de l'ERM de Muret. Cette résistance fut possible grâce à l'abnégation et au dévouement de nombreux civils et militaires. L'association des anciens du réseau CDM, présidée par la fille du général Mollard, s’est dissoute en 1998 et a attribué une partie importante de ses avoirs à l'ANAMAT et au musée du Matériel.

### 1945: établissement régional du Matériel de Toulouse
À la création du Service du Matériel, en 1945, le Parc Régional de Réparation et d’Entretien du Matériel PRREM était devenu Établissement Régional du Matériel (ERM) de Toulouse. Très vite, le site sur lequel était implanté l’ERM (connu encore par tous sous le nom de l’Arsenal de Toulouse) était convoité par la ville.
Le vieil Arsenal situé place Saint-Pierre à Toulouse, face à l’hôpital militaire Larrey, fut condamné à disparaître en 1957.
Au début de 1962, le directeur de l’ERM de Toulouse, l’ingénieur en chef Robert MUGG, fut chargé de la mise en œuvre du projet.

### 1965: L’Établissement Régional du Matériel (ERM) s’installe à Muret
Le 15 septembre 1965, l’ERM de Muret est inauguré par le Directeur du Matériel en 5e Région Militaire. Officiellement, c’est le 1er janvier 1966 que l’ERM de Toulouse est transféré à Muret. En 1966, lui sont rattachés le dépôt de munitions de Castres dissoute en 1997 et l’annexe de Lannemezan dissoute le 1er juillet 1990. Peu à peu, le Service du matériel réunit sous son autorité l'ensemble des missions de soutien pour tous les équipements des forces terrestres et intégra donc les services du matériel dépendants d'autres armes. Il faut citer l’édification du Campanile le 16 octobre 1974, nanti de deux cloches provenant des édifices religieux où était implanté l’Arsenal de Toulouse.
Le 1er janvier 1976, après 36 années d’activités, le Service du matériel devient l’Arme du matériel. En 1978, l’annexe de la Cavalerie au Larzac est rattachée à l’ERM. Elle sera dissoute le 30 juin 1986.

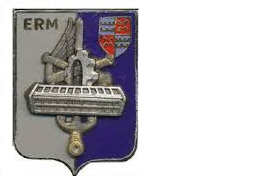
Insigne de l’ERM de Muret.

L’étude de l’insigne de l’ERM Muret permet de découvrir :
- deux bâtiments symbole d’un établissement
- une demi-aile pour le soutien aéromobile / ALAT
- les attributs du Matériel
- les deux couleurs de l’Arme : gris plomb et bleu roi
- les armoiries de la ville de Muret
- l’inscription ERM pour « Établissement Régional du Matériel ».

### 1985: le3eRMAT de Beauvais

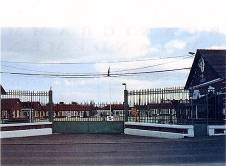
Entrée du 3e RMAT de Beauvais.

Le 3e régiment du matériel est créé le 1er juillet 1985 à Beauvais au sein du 3e corps d’armée et en 2e région militaire.
Le 3e RMAT reçoit par conséquent le patrimoine des anciennes unités formant corps :
- 301e groupement de réparation du matériel de corps d’armée (301e GRMCA) ;
- 8e groupement de réparation de division d’infanterie (8e GRDI), héritier du 8e RCS ;
- 212e compagnie du matériel du territoire (212e CMT) héritier du GMR2;
- 6e détachement de soutien de l’aviation légère de l’Armée de terre (6e DSALAT) héritier du 1er GSALAT.

L’étendard est remis au lieutenant-colonel M. Nicolas, premier chef de corps, le 10 octobre 1985 au sein du quartier Saint-Jean, dans la caserne Agel, à Beauvais (préfecture de l’Oise).
Ordre du jour no 2 du général gouverneur militaire de Lille, 3e corps d’armée et 2e région militaire.

Lille le 10 octobre 1985.

« Officiers, sous-officiers, militaires du rang du 3e régiment du matériel.

Je vais remettre aujourd’hui l’étendard de votre régiment à votre chef de corps, le lieutenant-colonel NICOLAS.

Cet étendard est vierge. Dans ses plis ne figurent aucune bataille glorieuse, aucune page de l’histoire militaire de la France, aucune décoration.

Votre régiment ne ressemble en effet à aucun autre, et pourtant, vous êtes les héritiers d’un savoir-faire militaire français très ancien.

Prenant ses racines dans la tradition des compagnies d’ouvriers de l’Empire et des parcs d’Artillerie de la République, le MATERIEL a été créé en 1943 pour que l’armée de Terre suive et maîtrise une évolution technique inéluctable. Pendant vingt ans, tour à tour, Arme ou Service, sur tous les théâtres d’opérations il a réalisé des prouesses, avec discrétion, en symbiose étroite avec toutes les composantes de l’armée de Terre.

En 1976, il prend un nouvel élan en devenant une arme à part entière.

La création de votre Régiment s’inscrit dans la même logique marquant ainsi la volonté d’intégration du MATERIEL au cœur des formations opérationnelles.

Aux qualités du technicien vous devez désormais joindre les vertus du guerrier, tâche rude et exigeante.

Vous en avez la formation et la capacité. Votre crédit sera d’autant plus grand que vous prouverez et accentuerez votre efficacité.

C’est là le prix à payer pour le 3e Régiment du Matériel, dernier né des régiments de la plus jeune des Armes de l’armée de Terre. »
Le régiment est constitué de 5 puis 7 compagnies.
Les unités élémentaires :
- La 1re compagnie est née de la dissolution du 8e GRDI ;
- La 5e compagnie est née de la dissolution du 6e DSALAT ;
- Les quatre autres compagnies assument globalement les missions qui incombaient au 301e GRMCA et à la 212e CMT.

L’originalité du régiment reposait sur la grande dispersion de ses moyens. En effet, afin de soutenir au plus près quelque dix-huit formations qui lui étaient rattachées en temps de paix, les unités occupaient onze points d’implantation dans neuf garnisons différentes.
- l’État-major et la CCS à Beauvais (caserne Agel) ;
- la 1re compagnie à Laon Couvron (quartier Mangin) ;
- la 2e compagnie au Petit-Quevilly (Établissement du Matériel), Évreux (quartier Longbuisson), Oissel (quartier Faidherbe), Fontainebleau (quartiers Lariboisière et Bigot d’Engente) ;
- la 3e compagnie à Douai-Dorignies (Établissement du Matériel) et Douai (quartier Corbineau) ;
- la 4e compagnie à La Fère (Établissement du Matériel), Compiègne (quartier Royallieu), Laon (quartier Foch) ;
- la 5e compagnie à Margny Les Compiègne ;
- la 6e compagnie à Sissonne (quartier des Thuillots).

Le 3e régiment du matériel de Beauvais est dissous le 31 juillet 1993 avec transfert de son patrimoine remis au 1er RMAT de Sarrebourg.  Les compagnies de l’ex 3e RMAT de Beauvais (situé dans le nord de la France) constituent alors des unités élémentaires regroupées sous l’appellation de 2e bataillon du 1er RMAT, tandis que les unités de l’est sont regroupées sous le vocable 1er bataillon du 1er RMAT.
On avait alors la 1re compagnie de soutien mobilité du 1er bataillon du 1er RMAT (de Sarrebourg) et la 1re compagnie de soutien mobilité du 2e bataillon du 1er RMAT. De la même façon, la 3èmé compagnie approvisionnements du 1er bataillon du 1er RMAT et la 3e compagnie approvisionnements du 2èmé bataillon du 1er RMAT, etc.
On sait qu’ensuite, lors de la restructuration de 1999, l’état-major du 1er RMAT de Sarrebourg, ancien gardien du patrimoine du 3e RMAT Beauvais est fermé. Le 1er RMAT rejoint Couvron.
Le patrimoine devait être à nouveau séparé en deux : une partie restant à Couvron (1er RMAT) et l’autre rejoignant le 3e RMAT à Muret.

On comprend pourquoi il est difficile de tracer les documents de l’ex 3e RMAT de Beauvais. D’autant que, s’il restait encore des traces dans la salle d’honneur à Couvron, moins de 10 ans plus tard, le 1er RMAT était dissous et recréé à Metz.

### 1994: établissement du Matériel de Muret
Le 1er janvier 1994, l’Établissement Régional du Matériel (ERM) devient donc Établissement du Matériel (ETAMAT), à la suite de la DM no 3576/DEF/EMAT/BOE/ORG/330/DR du 14 décembre 1993 modifiant les appellations ERM, ERGM, MCS et MCR en « ETAMAT ».
Le Directeur est toujours Commandant d’Armes de la Place de Muret.
L’ETAMAT comporte une portion centrale implantée à Muret regroupant :
- les organes de direction, notamment un bureau management avec le contrôle de gestion, le bureau informatique et le bureau qualité
- les différents bureaux de gestion du personnel et le groupement des moyens généraux
- un ensemble de moyens à vocation d’établissement polyvalent de soutien direct ; soit un groupement ateliers (auto, engins, armement petit calibre, transmissions, NBC et incendie, optique, ateliers centraux, stockage auto…), un groupement des approvisionnements (comptabilité, section réalisation des approvisionnements, magasins, assistance technique…), un groupement munitions implanté au dépôt du Cause à proximité immédiate de Castres.

La raison d’être de l’ETAMAT réside dans sa mission régionale de soutien direct des formations rattachées (réparation et approvisionnements) pour tous les matériels en service à l’exception des parachutes et des aéronefs.
- renforcement de soutien direct pour sept formations de la 11e division parachutistes (11e DP) : 9e RCP, 3e RPIMa, 8e RPIMa, 1er RHP, 35e RAP, 14e RPCS ;
- soutien direct de toutes les autres formations implantées en région Midi-Pyrénées (BOMAP, 31e RG, etc.), soutien de proximité du 4e RE de Castelnaudary, CNEC 1er Choc de Mont-Louis ;
- soutien passagers (sur les camps de Caylus, du Larzac, etc.) ;
- soutien différé sur programme et hors programme des matériels auto, équipement outillage, armement petit calibre, optique, transmissions et armes spéciales ;
- approvisionnement de toutes les formations soutenues en réparation ;
- ravitaillement en munitions de toutes les formations stationnées sur le territoire de la région Midi-Pyrénées (sauf dans le Gers et les Hautes-Pyrénées), plus Carcassonne et Castelnaudary ;
- stockage des matériels de la maintenance régionale.

L’ETAMAT assure aussi alors une mission ministérielle : Établissement de marque pour les lots Honda, des tracteurs chargeurs et tracteurs niveleurs, les remorques LHOR, des GMC, Dumper, groupes ATLAS COPCO US, T30, chariot mobile SAAB. Il est organe mobilisateur, procède aux expertises automobiles, assure la surveillance administrative et technique, exécute le contrôle des appareils de mesure, réalise des instructions techniques régionales, soutient l’armement de l’administration pénitentiaire.
Pour mener à bien ses missions, l’ETAMAT rassemble une centaine de militaires et 270 personnels civils :
- 9 officiers, 41 sous-officiers et 48 militaires du rang engagés et appelés.
- 50 fonctionnaires (2/3 ordre administratif et 1/3 ordre technique) et 220 ouvriers.

L’ETAMAT de Muret est dissout le 30 juin 1999.
Par décision ministérielle no 001148/DEF/CAB/SDBC/CDG du 16 juillet 1999, le ministre de la Défense décide :
« La garde du patrimoine de l’établissement du matériel de Muret est confiée au 3e régiment du matériel à compter du 1er juillet 1999. »

### 1999: le3eRMAT de Muret
Conformément aux principes retenus pour la restructuration de l’arme du matériel, le 3e RMAT est recréé le 1er juillet 1999 autour d’un état-major implanté sur le site de l’établissement du matériel de Muret (ETAMAT).

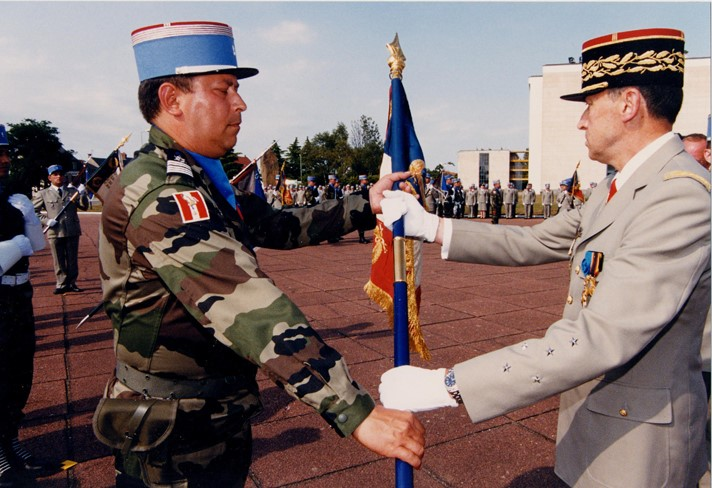
Remise de l’étendard au Colonel Renaudin, le 3 juillet 1999.

La cérémonie de présentation à l’étendard se fera le 6 juillet 1999.
On assiste à la recréation du 3e RMAT à Muret à partir du patrimoine du 3e RMAT de Beauvais.
La directive de 1998 précise :
- transformation de l’ETAMAT de Muret en 3e RMAT, portion centrale et détachement de Muret.
- fermeture du centre de stockage de Lannemezan.
- intégration de l’équipe SAMANTHA de Muret du 14e BMAT du 14e RPCS au détachement de Muret du 3e RMAT de Muret.
- transformation du détachement de Toulouse du 14e BMAT du 14e RPCS (PC BAT et 2 compagnies) en détachement de Toulouse du 3e RMAT de Muret.
- transformation du détachement de Tarbes du 14e BMAT du 14e RPCS en détachement de Tarbes du 3e RMAT de Muret.
- transformation du groupement de Sedzère de l’ETAMAT de Vayres en détachement de Sedzère du 3e RMAT de Muret.
- création du détachement de Pau du 3e RMAT de Muret avec transformation de la CSALAT de Pau du 9e RSAM en CMALAT du détachement de Pau du 3e RMAT de Muret et création d’une SRM et d’une section de fonctionnement.
- les formations ETAMAT de Muret et ETAMAT MU de Lannemezan sont radiées des contrôles.

#### 1999: 8 compagnies réparties sur 5 villes différents
Le régiment est alors composé de :

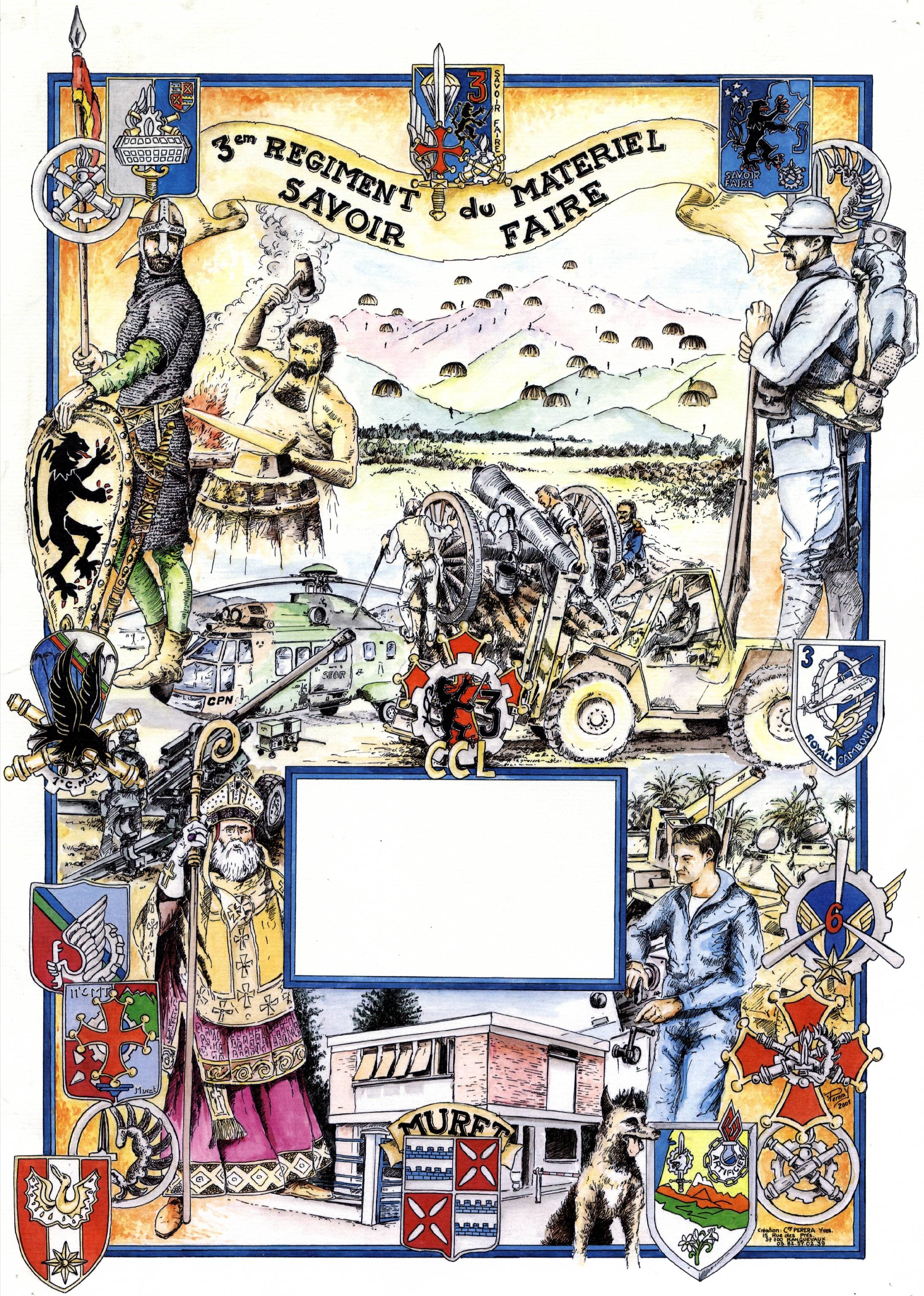
L'organisation du 3e RMAT en 1999.

- trois compagnies « bases » (composante fixe presque exclusivement composée de civils) : anciens groupement des ateliers, groupement approvisionnements et groupement des moyens généraux de l’ETAMAT ;
- une compagnie munitions, ancien groupement technique munitions de l’ETAMAT de Vayres ;
- deux unités projetables (regroupant des personnels militaires) : compagnies parachutistes, anciennes compagnies du 14e régiment parachutiste de commandement et de soutien ;
- deux compagnies ALAT, ancienne compagnie ALAT du 9e régiment de soutien aéromobile à Pau qui soutient le 5e régiment d’hélicoptères de combat.

Le régiment est implanté sur 5 villes différentes :
- le P.C. du régiment, la 11e et 12e compagnies à Muret.
- 1 P.C. bataillon, la 1re et 2e compagnie à Toulouse (ateliers techniques à Pradère et section fonctionnement à Balma).
- 1 P.C. bataillon, la 5e et la 6e compagnie à Pau au quartier de Roses.
- la 3e compagnie à Tarbes.
- 13e compagnie à Sedzère.

Soit :
- 1 état-major.
- 1 composante fixe : 3 compagnies = 250 PAX ; CMT, CAP, CCL,

Détachement Pau.
- 1 composante mobile : 5 compagnies = 700 militaires ; 2 CMM, 2

CMALAT, 1 CMu.

##### Les compagnies parachutistes
La 11e division parachutiste (11e DP) est devenue 11e brigade parachutiste (11e BP).
Le 14e RPCS a été dissout et avec lui le 14e BMDP. Les deux compagnies de réparation (1re CMP et 2e CMP) ont été rattachées au 3e RMAT.
Colocalisées toutes les deux à Toulouse, leurs ateliers sont installés au quartier Pradère tandis que la partie commandement et vie au quartier Balma, avec un NTI1.
La 1re CMP prend l’appellation de 2e Compagnie de maintenance mobilité. Deux sections de la 2e CMM soutiennent au quartier Soult à Tarbes respectivement le 35e régiment d’artillerie parachutiste (35e RAP) et le 1er régiment de hussards parachutistes (1er RHP).
La 2e CMP prend l’appellation de 1re Compagnie de maintenance mobilité.

##### La compagnie munition
On notera que le détachement de Sedzère, d’abord ERGMu est passé détachement de Vayres avant son rattachement à Muret. Sedzère devient le seul dépôt de munitions de toute la région sud-ouest.

#### 2002: dissolution du détachement de Pau
Le 1er juillet 2002, le 3e RMAT perd son détachement et ses deux CMALAT.
Le détachement est dissous et les compagnies sont intégrées dans le 5e régiment d’hélicoptères de combat (5e RHC) ; le soutien hélicoptère passe directement sous les ordres du COMALAT.
Il ne reste alors pour le soutien auto du 5e RHC, qu’un groupement à Pau, quartier de Roses rattaché à la 2e CMM.

#### 2004: la11eCMT devient11eGMM
Le 30 juin 2004, la 11e compagnie de maintenance multitechniques (11e CMT) est transformée en groupement (GMM) à la charge d’un personnel civil.

#### 2005: création d'une section détachée à Brive
Une section est créée le 1er juillet 2005 à Brive pour le soutien du 126e régiment d’infanterie (126e RI) de la 3e brigade mécanisée (3e BM). Elle est rattachée à la 1re CMM.
Avec l’arrivée du 4e groupement logistique du commissariat de l’Armée de terre (4e GLCAT) au quartier Pradère, il fallut déplacer les ateliers de la 2e CMM ; cela commença avec leur aménagement au bâtiment 003 du 1er septembre au 31 décembre 2005.

#### 2007-2008: les CMM quittent le quartier Pradère et Balma pour rejoindre Muret
En 2007, la 2e CMM laisse ses ateliers techniques à Pradère au  4e GLCAT et vient s’insérer dans le bâtiment direction et approvisionnements no 003 à Muret.
La 1re CMM rejoint le régiment en portion centrale en juillet 2008 pour venir travailler à Muret en venant s’insérer dans le bâtiment du groupement de maintenance multi technique (GMM) no 032.
La 12e compagnie approvisionnement de Muret dont le chiffre était attachée à une mission socle, rend son fanion et devient le même jour 4e compagnie.
La 13e compagnie munitions de Sedzère quant à elle prend l’appellation de 5e compagnie.
À l’été 2008, le matériel a totalement laissé le quartier Pradère au 4e GLCAT et regroupé les sections commandement des deux CMM à Muret. Restent encore à Balma, les logements des militaires.

#### 2009: baptême du quartier Commandant Montalègre

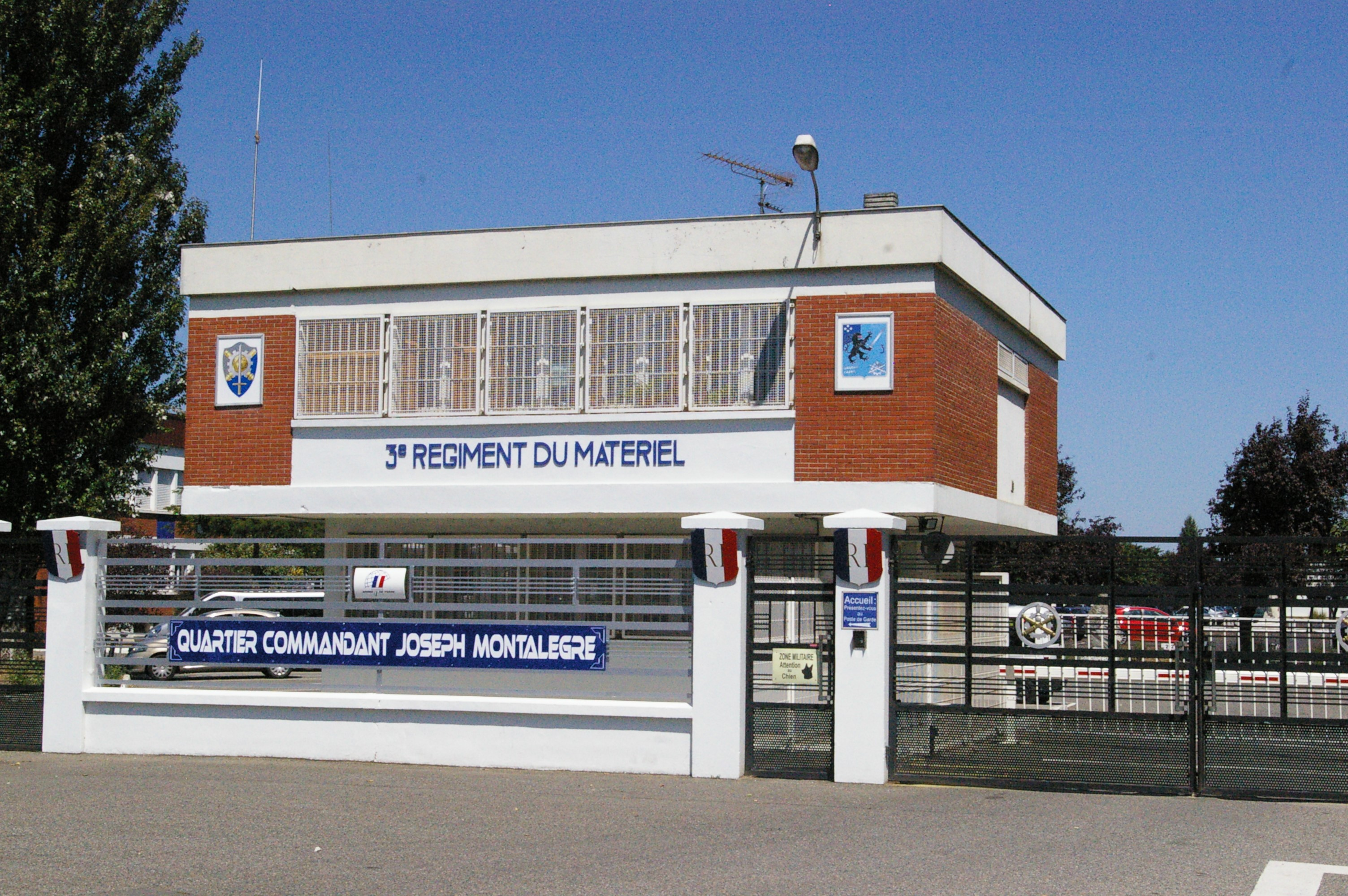
En 2009, le quartier est baptisé quartier commandant Montalègre.

En 2009, le quartier à Muret est baptisé quartier Commandant Montalègre.
Puis des rues et places supplémentaires sont baptisées lors de la Saint-Eloi. La situation finale est la suivante.

#### 2010: rattachement des détachements de Montauban et Vayres
La nouvelle restructuration de l’Armée de terre annoncée en 2008 implique la dissolution du 9e Bataillon du Matériel de Poitiers et de la 11e Base de Soutien du Matériel de Montauban le 1er juillet 2010.
Par conséquent, le 1er juillet 2010, les unités suivantes issues de ces formations dissoutes rejoignent le 3e RMAT en changeant de numérotation.
À Montauban:
- détachement de Montauban.
- 13e groupement approvisionnement  (13e GAP).
- 14e compagnie de maintenance et de pliage de parachutes (14e CMLP).
- 15e compagnie de maintenance et de pliage de parachutes (15e CMLP).

À Vayres:
- détachement de Vayres.
- 3e compagnie de maintenance électronique armement (3e CMEA).
- 12e groupement multitechnique (12e GMT).
- 14e groupement approvisionnement  (14e GAP).

#### 2011-2012: dissolution de la compagnie munitions et rapatriement des sections détachées de Tarbes, Brive et Pau
En 2011, la 5e compagnie munitions de Sedzère est dissoute et devient le Groupement munitions de Sedzère rattaché au Service Interarmées des Munitions (SIMu).
En 2012, les trois sections détachées de Tarbes, Brive et Pau sont rapatriées avec leurs compagnies respectives sur Muret.
Le 1er juillet de la même année, le 14e GAP à Vayres est dissous et un Groupe Entretien Stockage (GES) est créé.

## Traditions

### Devise
Savoir Faire

### Insignes

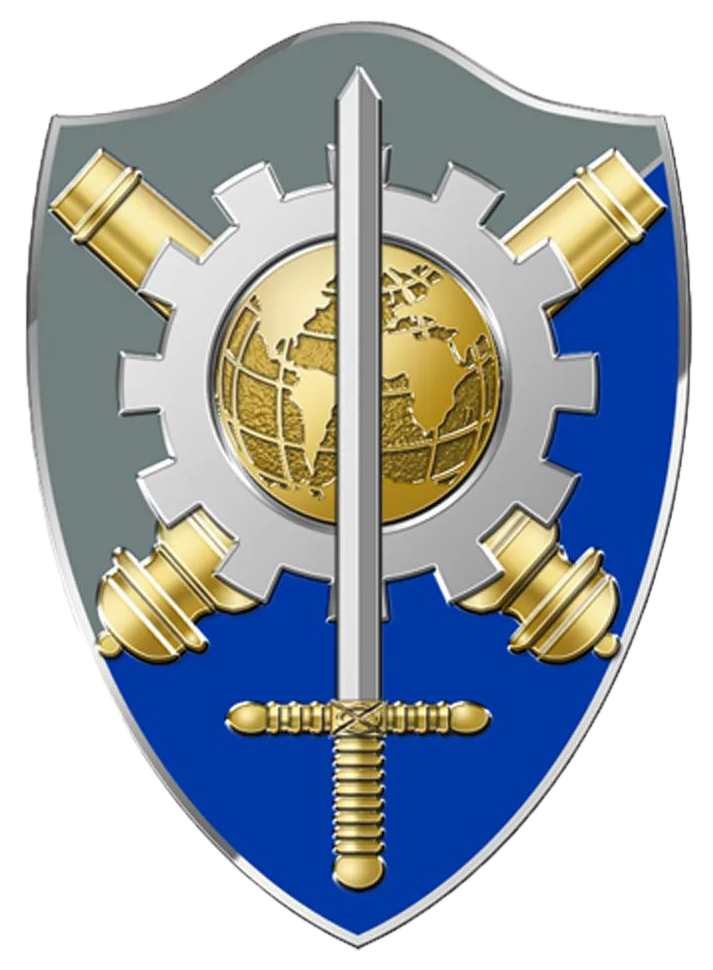
Insigne du Service de la Maintenance Industrielle Terrestre.
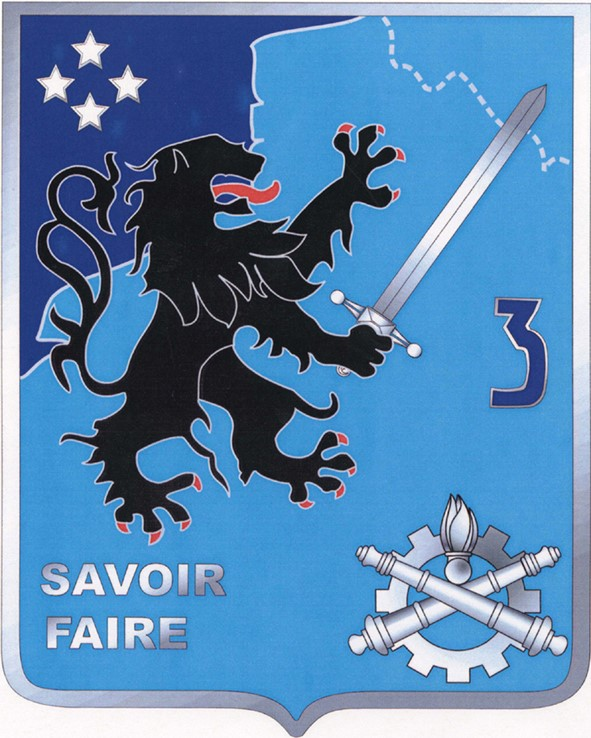
L’insigne régimentaire du 3e RMAT.
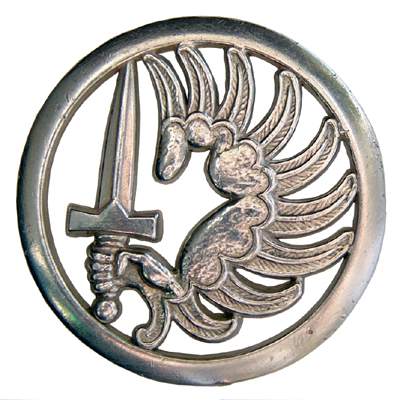
Insigne de béret du 3e RMAT
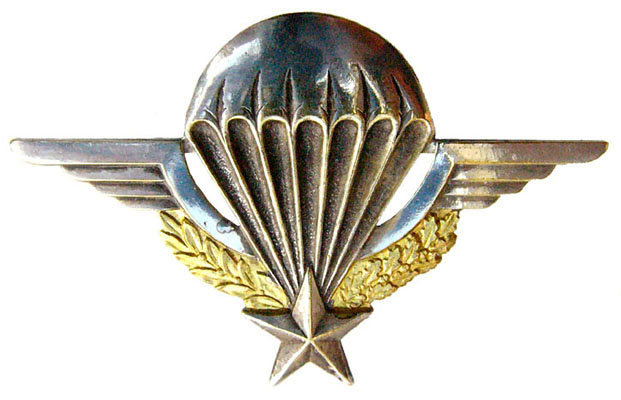
Brevet Parachutiste

L’insigne du 3e RMAT (IM no 685/DEF/EMAT/SH/D du 21 juin 1985) est homologué sous le numéro : G.3292
On peut trouver plusieurs variantes au gré des fabricants, des reproductions et du support (insigne de poitrine, coin, gravure, peinture, dossier papier, etc.) mais la description héraldique officielle est la suivante :
Ecu français moderne à la filière d’argent taillé en dextre du littoral Nord de la France d’argent, aux terres d’azur clair et à la mer d’azur foncé, broché en flanc dextre d’un lion de sable armé et lampassé de gueules brandissant en dextre du chef une épée d’argent, surmonté de quatre étoiles d’émail blanc posées 1-2-1 accompagné à senestre du chiffre 3 de sable bordé d’argent.
En pointe, à dextre, devise aux capitales d’argent sur deux lignes : SAVOIR FAIRE.
 À senestre insigne général du Matériel.
Le lion regardant vers senestre (vers l’est) est une variation du lion héraldique (ex Flandres, Franche-Comté, Arras, Marquis de Preissac, Armagnac etc.) regardant vers l’ouest mais contourné et armé. Il représentait l’action du régiment face à l’est, d’où devait venir l’ennemi.
Le lion porte la langue et les griffes rouges. Sa main droite est armée.
La garde de l’épée est située exactement sur Beauvais, ville d’origine du régiment.
Quatre étoiles indiquent l’ancien rattachement du régiment au général commandant le 3e corps d’armée.

### Etendard

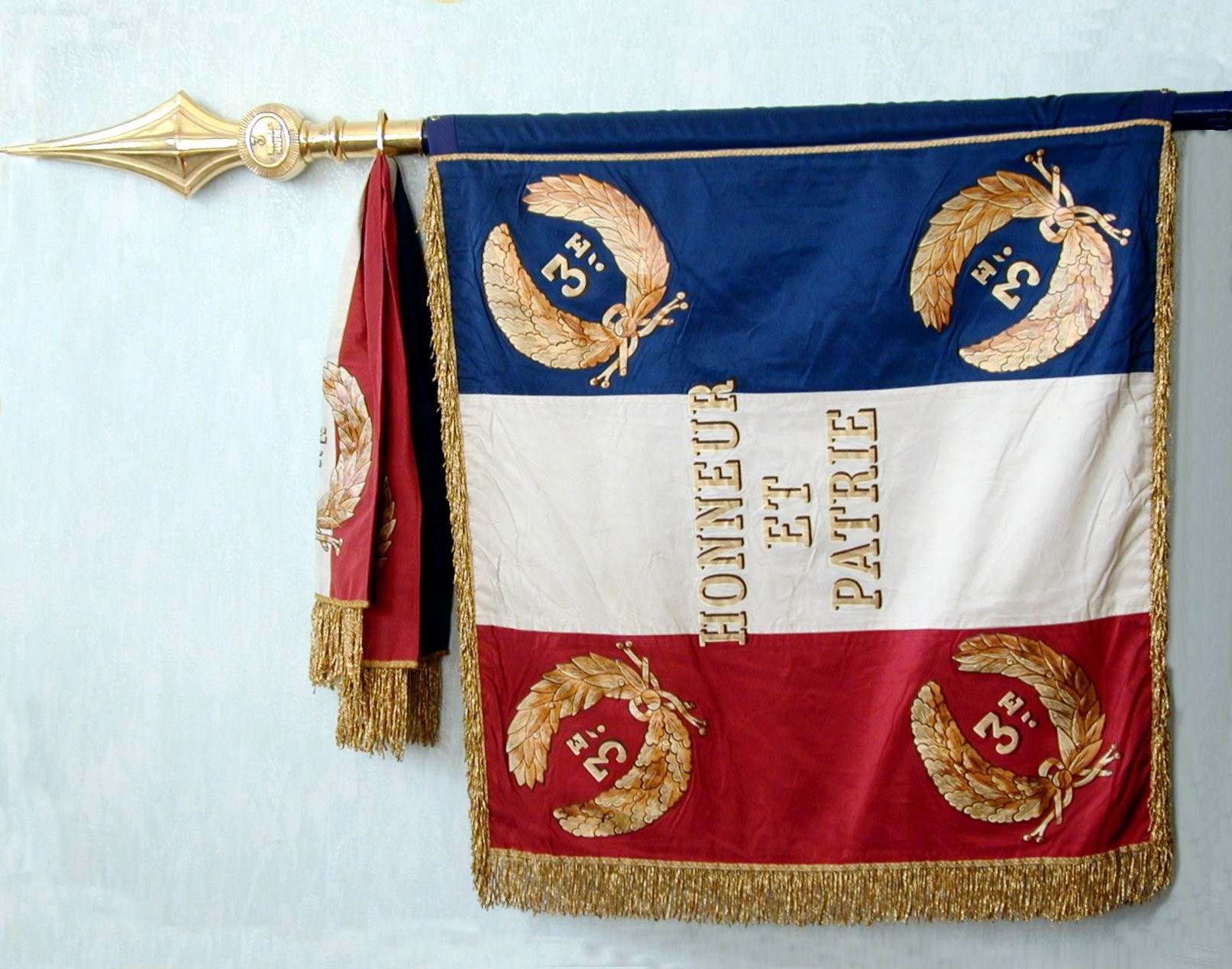
Revers de l'étendard du 3e régiment du matériel.

Pourquoi un étendard? Parce que le 3e régiment du matériel est en filiation d’une arme montée, contrairement aux régiments à pied qui ont pour emblème un drapeau. L’étendard est en tout point semblable au drapeau dont il ne diffère que par les dimensions.
L’étendard  est constitué :
- des parties flottantes :

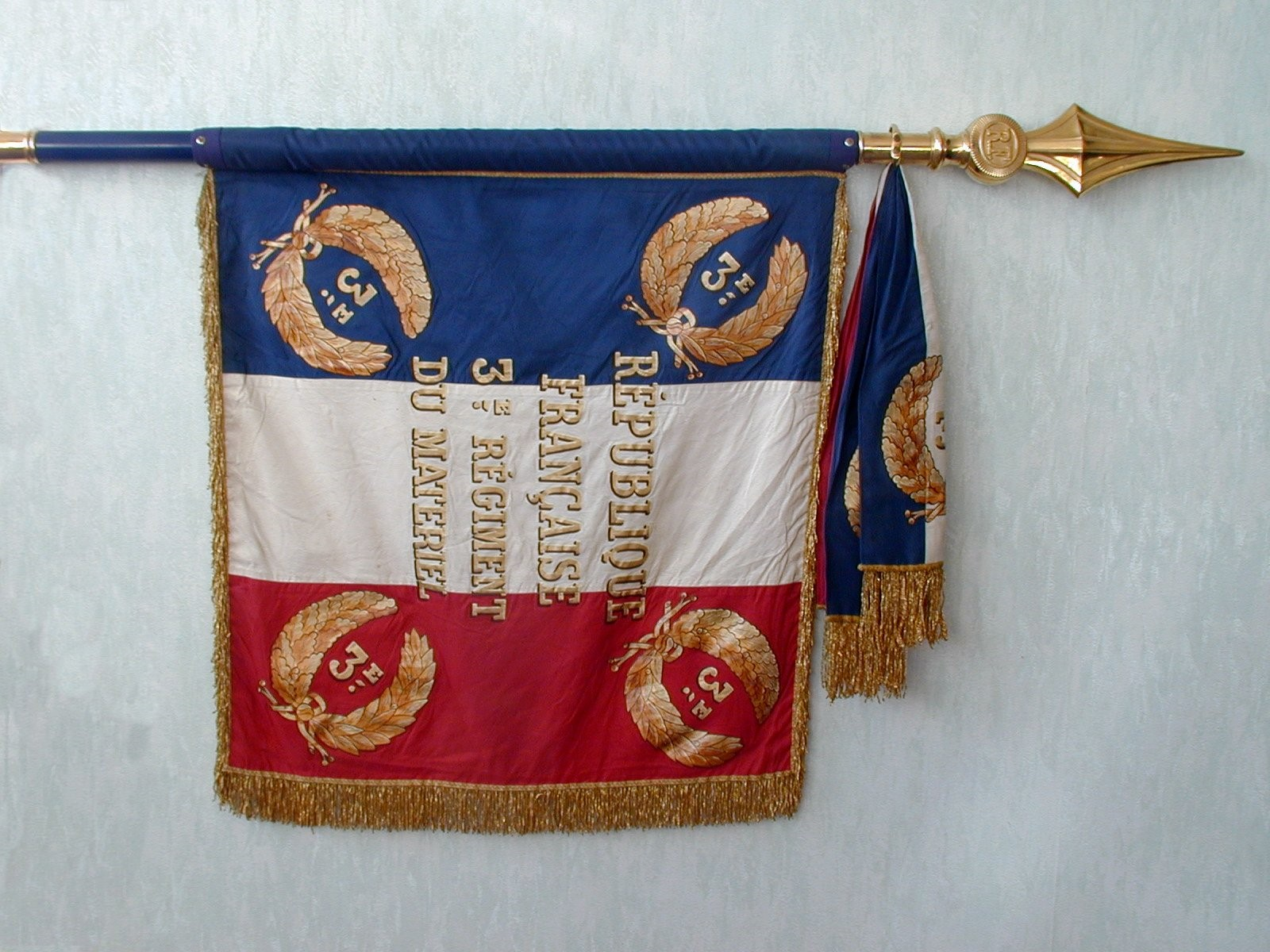
Avers de l'étendard du 3e régiment du matériel.

  - le tablier : surface carrée, de 64 centimètres de côté, divisée en trois parties égales, une bleue, une blanche, une rouge, en bandes verticales.
  - la cravate : surface rectangulaire, également tricolore, passée dans le bracelet de cravate, lui-même fixé à la hampe par deux vis.

Les surfaces, réalisées en deux épaisseurs, ont des bords garnis de franges et de galon. Elles reçoivent les inscriptions
suivantes :
- l’avers, face de l’emblème vue hampe à gauche, porte la mention :

- le revers, facede l’emblème vue hampe à droite, porte la mention :

- de la partie rigide, la hampe, qui supporte l’enseigne : un fer de lance.

Dans ses plis ne figurent aucune bataille glorieuse, aucune page de l’histoire militaire de la France, aucune décoration.

## Chefs de corps
Directeurs de l'Établissement Régional du Matériel de Toulouse
- 1945-1947 : Lieutenant Colonel Simon
- 1947-1948 : Lieutenant Colonel Nobili
- 1948-1951 : Lieutenant Colonel Blanc
- 1951-1953 : Lieutenant Colonel Darre
- 1953-1955 : Lieutenant Colonel Herault
- 1955-1962 : Lieutenant Colonel Biays
- 1962-1967 : Ingénieur en chef de 2e classe Mugg

Directeurs de l'Établissement Régional du Matériel de Muret
- 1967-1967 : Ingénieur en chef de 1re classe Mugg
- 1967-1970 : Ingénieur en chef de 2e classe Espanet
- 1970-1972 : Lieutenant Colonel Morgeaux
- 1972-1975 : Ingénieur en chef de 2e classe Vigier
- 1975-1978 : Ingénieur en chef de 2e classe De Verbizier
- 1978-1980 : Lieutenant Colonel Mercier
- 1980-1981 : Lieutenant Colonel Trilhe
- 1981-1984 : Colonel Claude Grenard
- 1984-1986 : Colonel Pagenel
- 1986-1988 : Lieutenant Colonel Delabie
- 1988-1991 : Lieutenant Colonel Bougault
- 1991-1994 : Lieutenant Colonel Bonmarchand
- 1994-1997 : Lieutenant Colonel Le Feuvre
- 1997-1999 : Colonel Renaudin

Chefs de Corps du 3e Régiment du Matériel de Beauvais
- 1985-1988 : Colonel Nicolas
- 1988-1990 : Colonel Laurentin
- 1990-1992 : Lieutenant Colonel Martin
- 1992-1993 : Lieutenant Colonel Bertron

Chefs de Corps du 3e Régiment du Matériel de Muret
- 1999-1999 : Colonel Renaudin
- 1999-2001 : Colonel Lauzier
- 2001-2003 : Colonel Bodilis
- 2003-2005 : Colonel Godfrin
- 2005-2007 : Colonel Raynaud
- 2007-2009 : Colonel Baldi
- 2009-2011 : Colonel Duthoit
- 2011-2013 : Colonel Odeyer
- 2013-2015 : Colonel Desmeulles
- 2015-2018 : Colonel Flaux
- 2018-2020 : Colonel Delalez
- 2020-2022 : Colonel Lejuste
- 2022- 2024: Colonel Kuntzmann
- 2024-          : Colonel Schuster

## Les grands noms du régiment
- Le commandant Montalègre, né à Muret le 24 novembre 1873, parrain du quartier Montalègre du 3e régiment du matériel de Muret et chef de corps du 27e bataillon de chasseurs alpins.
- Le général de Division Pradère, Directeur Central du Matériel de 1944 à 1949 et parrain du quartier Pradère à Toulouse.
- Le commandant Muhlheim, Directeur adjoint de l'ERM.
- L'ingénieur général de 2e classe Establi, Directeur du service du Matériel de la 4e région militaire.
- Le capitaine Leon, commandant la 60e Compagnie de Réparation Divisionnaire.
- Le capitaine Vergnes, de l'établissement de réserve générale du matériel de l'aviation légère de l'Armée de terre, parrain du quartier Vergnes à Montauban.
- Le commandant Corvée, parrain du quartier Corvée à Vayres.

## Missions

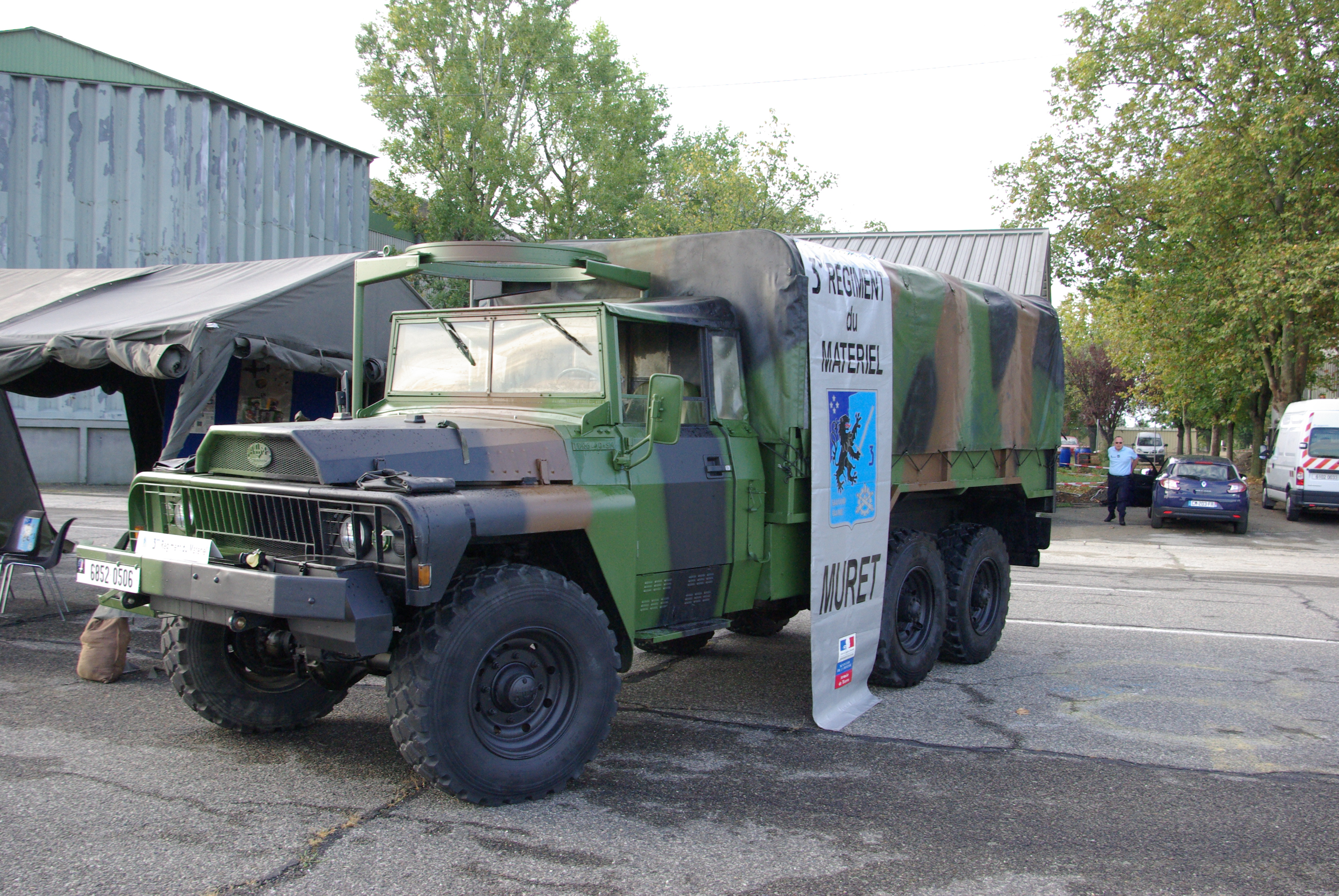
VLRA 3e régiment du matériel à Francazal.

Régiment tourné vers le soutien direct en métropole comme sur les théâtres d'opérations extérieures, le 3e RMAT a une compétence mutitechnique de second et troisième niveaux (NTI2 et NTI3).
Sa mission consiste, hors opérations extérieures, à soutenir les formations implantées dans le sud-ouest de la France, majoritairement celles de la 11e brigade parachutiste et de la Brigade des forces spéciales terre.  
Cette mission comprend cinq volets de la fonction maintenance :
- réparation des matériels terrestres, transmission, optiques et armements,
- pôle national de réparation des matériels de parachutage de tous les régiments parachutistes (excepté du 2e régiment étranger de parachutistes)
- réparation des matériels 3S (sauvetage/sécurité/survie)
- approvisionnement en pièces de rechange et matériels complets,
- participation à la reconstitution de la ressource par réparations ou prélèvements, et à l'élimination des matériels.

Doté de la capacité "Troupes AéroPortées" (TAP), le régiment est déployable en partie aux côtés et en soutien de la 11e brigade parachutiste.
Le 3e RMAT participe à l'ensemble des opérations de l'Armée de terre en envoyant en permanence des modules de maintenance adaptés aux besoins.
Il a ainsi été déployé en Bosnie, au Kosovo, au Liban, en République de Côte d'Ivoire, en Afghanistan, au Mali, en République centrafricaine…
Il participe également au renforcement des forces prépositionnées (Gabon, Djibouti, Émirats arabes unis, Tchad), et des DROM COM (La Réunion, Nouvelle-Calédonie, Guyane, Martinique, Guadeloupe).

## Organisation
Fort de 1200 personnels, le 3e régiment du matériel est implanté sur 3 sites différents : Muret, Montauban et Vayres.

### Muret
Muret : 600 personnels en 2020.
- l'état-major du régiment : conduite de la maintenance, instruction, projections opérations, gestion des ressources humaines, logistique régimentaire (munitions, carburant, équipements).
- compagnie de commandement et de logistique (CCL) : fournit en matériels et personnels les différents services de l'état-major du régiment.
- 1re compagnie maintenance mobilité (1re CMM) : maintenance des véhicules légers, blindés légers et véhicules logistique.
- 2e compagnie maintenance mobilité (2e CMM) : maintenance des véhicules légers, blindés légers et véhicules logistique.
- 11e compagnie multi-technique (11e CMT) : maintenance technique, électronique, électrotechnique, sécurité, sauvetage, survie, tôlerie, peinture, mécanique générale, et engins du génie (composée de personnels civils).
- 4e compagnie d'approvisionnements (4e CAP).
- compagnie d'intervention de réserve (CIR).

### Montauban
Montauban : 300 personnels en 2020.
- 14e compagnie de conditionnement des matériels de parachutage (14e CMLP) : réparations.
- 15e compagnie de conditionnement des matériels de parachutage (15e CMLP) : pliage.
- groupement de formation initiale (GFI): formation des techniciens spécialisés dans le domaine de la maintenance des matériels de parachutage.

### Vayres
Vayres : 300 personnels en 2020.
- 3e compagnie de maintenance d'électronique et d'armement (3e CMEA).
- 12e compagnie multi-technique (12e CMT) : maintenance technique, électronique, électrotechnique, tôlerie, peinture, mécanique générale, et engins du génie (principalement composé de personnels civils).